# 자유당 (스웨덴)
자유당(自由黨, 스웨덴어: Liberalerna, L)은 스웨덴의 보수 정당으로, 1934년 설립되었다. 2018년 스웨덴 의회선거 결과, 기민당에 이어 제7당이다.

## 이념
공식적인 정당 이념은 역사적으로 종합적이면서도 시장에 기반을 둔 복지국가 프로그램에 대한 지지와 함께 혼합경제에 대한 강한 이념적 헌신으로 해석되는 사회자유주의였다.
당초 민주화를 위한 투쟁(1921년 달성)과 사회개혁에서 스웨덴 사회민주당과 동맹을 맺었지만, 국민당은 민간기업의 국유화를 요구하는 사회민주당의 요구에 반대하면서 30대 이상으로부터 반대에 가담하게 되었다. 그것은 그 이후로도 사회민주당에 반대해 왔으며, 종종 야당 블록의 최대 또는 2위 정당(비사회주의자 또는 대략 부르주아 계급)으로 불리지만, 종종 오른쪽의 정당에 대해서도 똑같이 비판적이었다. 시간이 흐르면서, 이것은 보다 명확한 우익의 역할로 옮겨갔다. 90년대 중반에 그 당은 사회민주당과의 협력의 대안을 배제하고 대신 야당을 강화함으로써 그들을 끌어내리는 데 초점을 맞춘 것 같았다.
과거에는 외국의 원조와 여성의 평등이 당에 매우 중요한 문제였으며, 오늘날에는 진보적인 페미니즘을 옹호하고 총 국민소득의 전율을 대외원조로 부여하고 있다.
외교정책은 또 하나의 세간의 이목을 끄는 사안이다. 항상 미국과 영국을 지향하는 이 당은 20세기 동안 공산주의와 나치즘에 강한 적수였다. 제2차 세계대전 당시 스웨덴 연합정부와 중립의 입장을 일부 지지했던 반면, 당은 냉전 당시 소련에 대한 적극적인 입장을 주장했다. 당(모데라테나)은 소비에트 정권에 대항하는 발트족들의 투쟁을 적극 지지한 반면, 사회민주당은 소련을 자극하는 것을 경계했다. 그 결과, 소련과의 스웨덴 관계를 위태롭게 했다는 이유로 자주 통치하고 있는 사회민주당으로부터 몇 차례 날카로운 질책을 받았다. 그것은 또한 제3세계에서 좌파 독재정권에 대한 사회민주당의 관용이라고 인식한 것을 비판했고, 베트남 전쟁에서 미국을 지지했다. 냉전이 끝난 후 스웨덴은 나토 가입에 찬성하여 스웨덴의 전통적 중립을 포기해야 한다고 주장한 최초의 정당이 되었다.
개발도상국과 관련된 문제들 중에서, 그 당은 인종 차별 통치를 타도하기 위해 탈식민지화를 지지하고 남아프리카 공화국을 보이콧할 것을 주장했다. 그것은 또한 제3세계 공산주의 독재 정권에 반대했다. 오늘날 그것은 이스라엘을 강하게 지지하고 있으며, Per Ahlmark 전 당수는 특히 이 문제에 대해 목소리를 높여 왔다.
유럽 차원에서는 자유국민당이 유럽연합(EU)의 출현을 강력히 지지하고 스웨덴의 그 가입에 대한 선거운동을 벌였다(1995년). 또 유럽연합(EU)의 경제통화연합(Economic and Money Union) 가입 운동도 펼쳤지만 2003년 스웨덴 국민투표에서 부결됐다. 그 당은 가장 친유럽적인 정당으로 떠오르려고 했고, 국가의 고립주의적인 사고방식을 타파하려고 했다. 이 협회는 터키가 민주적 개혁을 조건으로 가입하도록 하는 등 EU 확대를 지지하고 있으며, 청년단체를 포함한 일부 회원국이 공개적으로 단일 연방 유럽 국가를 부르짖는 등 추가적인 통합 조치를 옹호하고 있다.
2003년 자유인민당은 이라크 침공을 지지했지만, 미국이 주도하는 "의지의 연합"에 스웨덴의 참여를 요구하지는 않았다. 최근 몇 년 동안, 특히 얀 비외르크룬드의 지도 하에, 당은 범죄와 처벌, 법과 질서, 학교와 규율과 같은 분야에서 더 강경한 입장을 취하고 마약에 대한 폐지 정책을 강화하면서, 사회적 태도에서 보수적 자유주의로 두드러지게 나아갔다. 2008년, 특히 자유 인민당이 국가 방위 라디오 설립을 규제하는 논란이 되고 있는 법 개정을 지지한 것은 청년 조직을 화나게 했다.

## 같이 보기
- 연합 (스웨덴)